# Frances Cuka
Frances Cuka (Londra, 21 agosto 1936 – Londra, 16 febbraio 2020) è stata un'attrice britannica.

## Biografia
Attrice di serie televisive britanniche, ottenne anche parti in alcuni film lavorando tra l'altro accanto a Keith Michell e Charlotte Rampling.

## Filmografia

### Cinema
- Over the Odds (1961)
- La più bella storia di Dickens (Scrooge) (1970)
- Tutte le donne del re (Henry VIII and His Six Wives) (1972)
- Hide and Seek (1972)
- Gli occhi del parco (The Watcher in the Woods) (1980)
- Le montagne della luna (Mountains of the Moon) (1990)
- Occhi nel buio (Afraid of the Dark), regia di Mark Peploe (1991)
- Biancaneve nella foresta nera (Snow White: A Tale of Terror) (1997)
- Swimming Pool, regia di Francois Ozon (2003)
- Oliver Twist (2005)
- Closer to the Moon, regia di Nae Caranfil (2013)

### Televisione
- Knock on Any Door – serie TV, episodio 2x11 (1966)
- Sense and Sensibility – film TV (1971)
- Armchair 30 – serie TV, episodio "Simon Fenton's Story" (1973)
- Zodiac – serie TV, episodio "Death of a Crab" (1974)
- Within These Walls – serie TV, episodio "Tea on St. Pancras Station" (1974)
- Sky – serie TV (1975)
- Henry IV, Part II – serie TV (1979)
- Racconti del brivido (Hammer House of Horror) – serie TV, episodio "Charlie Boy" (1980)
- Charlie Boy – film TV (1980)
- Crossroads - Le strade della vita (Crossroads) – serie TV (1987)
- EastEnders: Civvy Street – film TV (1988)
- The Attic: The Hiding of Anne Frank – serie TV (1988)
- A Marriage: Georgia O'Keeffe and Alfred Stieglitz – serie TV (1991)
- Commissario Maigret (Maigret) – serie TV, episodio (1992)
- Wycliffe – serie TV, episodio "Close to Home" (1997)
- Trial & Retribution IV – film TV (2000)
- Too Much Sun – serie TV, episodio "The End of the World" (2000)
- Doctors – soap opera, episodio "Never Judge a Book" (2001)
- The Bill – serie TV, episodio "123" (2003)
- Giardini e misteri (Rosemary & Thyme) – serie TV, episodio "Swords into Ploughshares" (2004)
- Casualty – serie TV, episodi "Killing Me Softly" (2006), "Silent Night" (2006) e "Entropy" (2007)

## Doppiatrici italiane
Nelle versioni in italiano delle opere in cui ha recitato, Frances Cuka è stata doppiata da:
- Germana Dominici ne Gli occhi del parco
- Wanda Tettoni in Biancaneve nella foresta nera
- Alina Moradei in Oliver Twist